# Ehrharta calycina
Ehrharta calycina är en gräsart som beskrevs av James Edward Smith. Ehrharta calycina ingår i släktet Ehrharta och familjen gräs. Inga underarter finns listade i Catalogue of Life.